# Myleene Klass
Myleene Angela Klass (Great Yarmouth, 6 aprile 1978) è una cantante, conduttrice televisiva, conduttrice radiofonica, modella e attrice britannica.

## Biografia
Myleene Kass ha raggiunto inizialmente popolarità come membro del gruppo Hear'Say, che si sono sciolti nel 2002. L'anno seguente ha pubblicato il suo album di debutto da solista, intitolato Moving On, che ha raggiunto la 32ª posizione della Official Albums Chart. È stato certificato disco d'oro in madrepatria ed ha ricevuto una candidatura ai Classical BRIT Awards, nella categoria Album dell'anno.
Nel 2006 ha preso parte al reality I'm a Celebrity...Get Me Out of Here!, classificandosi seconda. Dal 2005 ha condotto numerosi programmi televisivi, tra cui CD:UK, The All Star Talent Show, The One Show, Last Choir Standing, Popstar to Operastar e per sette volte i Classical BRIT Awards. Ha presentato inoltre le finali di Miss Mondo 2012 e 2013. Klass ha condotto anche diversi programmi radiofonici, tra cui Sunday Breakfast e Friday Night Is Music Night.

## Discografia

### Album in studio
- 2003 – Moving On
- 2007 – Myleene's Music for Romance